# Lokitaung Airport
Lokitaung Airport är en flygplats i Kenya.   Den ligger i länet Turkana, i den nordvästra delen av landet, 600 km norr om huvudstaden Nairobi. Lokitaung Airport ligger 594 meter över havet.
Terrängen runt Lokitaung Airport är platt åt nordväst, men åt sydost är den kuperad. Runt Lokitaung Airport är det glesbefolkat, med 20 invånare per kvadratkilometer. Omgivningarna runt Lokitaung Airport är i huvudsak ett öppet busklandskap.